# Heubécourt-Haricourt
Heubécourt-Haricourt es una localidad y comuna francesa situada en la región de Alta Normandía, departamento de Eure, en el distrito de Les Andelys y cantón de Écos.

## Demografía
| 294 | 267 | 303 | 328 | 416 | 401 |
| Para los censos de 1962 a 1999 la población legal corresponde a la población sin duplicidades (Fuente: INSEE [Consultar]) |     |     |     |     |     |